# Danna García
Danna María García Osuna (Medellín, 4 de febrer de 1978) és una actriu i cantant colombiana, molt coneguda per ser la intèrpret protagonista en telenoveles com Pasión de Gavilanes, Un Gancho en el Corazón i Bella Calamidades.

## Vida privada
L'actriu va confirmar que estava embarrasada el 21 de març del 2017. Va tenir el seu fill Dante, el dia 8 de juliol de 2017, a les 7 del matí juntament amb la seva parella a Miami Beach, juntament amb l'escriptor espanyol Iván González. El 19 d'abril de 2020 va donar a conèixer que estava infectada del virus COVID-19, del qual es recuperà satisfactòriament.

## Filmografia

### Televisió
- El señor de los cielos (2019-2020) - Violeta Estrella
- Por amar sin ley (2018) - Fanny Quiroz (Participación especial)
- Las amazonas (2016) - Diana Santos Luna / Diana Mendoza Luna
- Ruta 35 (2016) - Sofía Bermúdez
- Lo imperdonable (2015) - Rebeca Rojo Guevara (Participación especial)
- Camelia la Texana (2014) - Rosa (Cap.04)
- Qué bonito amor (2012-2013) - María Mendoza García
- Alguien te mira (2010-2011) - Piedad Estévez
- Bella calamidades (2009-2010) - Dolores "Lola" Carrero Barraza / María Dolores Barraza de Carrero
- Un gancho al corazón (2008-2009) - Valentina López "La Monita"
- La traición (2008) - Soledad de Obregón
- Tiempo final (2008) - Ana
- Decisiones (2007) - Francisca
- Corazón partido (2005-2006) - Aura Echarri
- Te voy a enseñar a querer (2004-2005) - Diana Rivera
- Pasión de gavilanes (2003-2004, 2022) - Norma Elizondo Acevedo De Reyes
- Lo que callamos las mujeres (2002) - Lety
- La revancha (2000) - Soledad Santander / Mariana Ruiz
- Háblame de amor (1999) - Julia Toledo Saldívar / Jimena Ortega Toledo
- Perro amor (1998) - Sofía Santana
- Al norte del corazón (1997) - Eloisa Treviño
- El día es hoy (1996) - Milena
- Victoria (1995) - Victoria
- Café, con aroma de mujer (1994) - Marcela Vallejo Cortez
- La otra raya del tigre (1992) - Manuela Santacruz
- La casa de las dos palmas (1990) - Evangelina Herreros (joven)
- Azúcar (1989) - Caridad Solaz (niña)
- Al final del arco íris (1989)
- Imagínate (1987)

### Programa
- Me pongo de pie (2015) — Co-presentadora
- Teletón México (2012)

## Cinema
- Karma (2020) - Karma Rodríguez (cortometratge)
- Malacopa (2018) - Paulina Santamaria
- Carrusel (2012) - María Cristina
- El cielo en tu mirada (2012) - Angélica María
- Toy Story 3 (2010) - Barbie (doblaje)

## Teatre
- Extraños en un tren (2016-2017) - Anna Heines

## Premis i nominacions

### Premis TV y Telenoveles
| Any  | Categoria                 | Telenovela o Sèrie        | Resultat  |
| ---- | ------------------------- | ------------------------- | --------- |
| 2005 | Millor Actriu Protagònica | Te voy a enseñar a querer | Nominada  |
| 1999 | Millor Actriu Protagònica | Perro Amor                | Guanyador |
| 1995 | Millor Actriu de Repart   | Café con Aroma de Mujer   | Nominada  |

### Premis India Catalina
| Any  | Categoria                 | Telenovela o Sèrie        | Resultat |
| ---- | ------------------------- | ------------------------- | -------- |
| 2005 | Millor Actriu Protagònica | Te voy a enseñar a querer | Nominada |
| 1990 | Millor Actriu Infantil    | Azúcar                    | Nominada |

### Premis Talent Caracol
| Any  | Categoria                 | Telenovela o Sèrie  | Resultat  |
| ---- | ------------------------- | ------------------- | --------- |
| 2004 | Millor Actriu Protagònica | Pasión de Gavilanes | Guanyador |

### Altres Premis Obtinguts
- Premi Dos d'Or de Veneçuela a Millor Actriu Protagonista juntament amb Paola Rey i Natasha Klauss per Pasión de Gavilanes.
- Premi Orquídea USA a Millor Actriu Protagonista juntament amb Paola Rey i Natasha Klauss per Pasión de Gavilanes.
- Placa entregada per el Programa Sweet per ser l'actriu de l'any, gràcies a Pasión de Gavilanes.